# Quaëdypre
Quaëdypre är en kommun i departementet Nord i regionen Hauts-de-France i norra Frankrike. Kommunen ligger i kantonen Bergues som tillhör arrondissementet Dunkerque. År 2022 hade Quaëdypre 1 122 invånare.

## Befolkningsutveckling
Antalet invånare i kommunen Quaëdypre
| Referens: INSEE |